# Музеј Вука и Доситеја
Музеј Вука и Доситеја меморијални је музеј, посвећен двојици великана српске културе, просветитељу и првом српском министру просвете Доситеју Обрадовићу и реформатору српског језика, творцу српског књижевног језика, Вуку Караџићу.

## О Музеју
Галерија Музеја Вука и Доситеја представља фонд меморијалног музеја, посвећеног просветитељу и првом српском министру просвете Доситеју Обрадовићу и реформатору српског језика, творцу српског књижевног језика, Вуку Караџићу. Вукова збирка је издвојена из  фонда Народног музеја и придружена малобројној заоставштини Доситеја Обрадовића 1949. године када је формиран посебан музеј – Музеј Вука и Доситеја, отворен 28. фебруара 1949. године. Додељена му је зграда у којој је једно време била Велика школа, с обзиром на то да је Доситеј Обрадовић био један од њених идејних твораца, а Вук Караџић један од првих двадесет ученика.
Народном музеју Музеј Вука и Доситеја придружен је поново 1979. године. Поред богате изложбене делатности, у музеју се обавља и делатност научно-истраживачког карактера, која се односи на Доситеја и Вука као и на период у којем су живели и стварали. Од 1958. Музеј издаје и свој годишњак, Ковчежић, у коме се објављује грађа и научни прилози који су резултат научно-истраживачког рада у музеју.
У току 2011. године започети су радови на санацији, рестаурацији и адаптацији зграде Музеја Вука и Доситеја којима је омогућено не само структурално санирање објекта, већ и примена стандарда модерне музеолошке праксе чувања и излагања, као и формирање нове осавремењене поставке. Радови су завршени у децембру 2012, а нова поставка, у реновираном Музеју, свечано је отворена 24. децембра 2012. године.

### Вукова збирка и Доситејева збирка
Старија и богатија је Вукова збирка. Оформљена је још крајем 19. века, када је Вукова кћерка, Мина Караџић Вукомановић, поклонила његову заоставштину Краљевини Србији. Ова збирка је била прва од збирки Народног музеја чији је стручни каталог у целини штампан и објављен 1900. године, након што је Михајло Валтровић стручно обрадио материјал који је предат Народном музеју. Вукова оставштина излагана је у Народном музеју у оквиру Вукове спомен-собе и касније у оквиру Историјског одељења музеја. Део Вукове заоставштине, посебно намештај, нестао је или уништен 1915. године када је приликом аустријског бомбардовања Београда погођена и зграда Народног музеја, као и у време окупације. У збирци се данас чувају лични и породични предмети Вука Караџића, портрети и уметничка заоставштина, прва издања његових књига и бројна архивска грађа.
За разлику од Вукове заоставштине, личних предмета Доситеја Обрадовића нема јер су уништени у пожару још 1813. године. Због тога се део музејске збирке која се односи на њега углавном заснива на ликовним прилозима, архивској грађи, Доситејевој преписци и књигама, међу којима су прва издања његових дела. 

## Историја здања
Музеј је смештен у једном од најстаријих делова Београда, у згради у којој је био Доситејев лицеј, у Улици господар Јевремовој број 21 и заједно са Бајракли џамијом и Шеих-Мустафиним турбетом представља архитектонско сведочанство дуговековног присуства турске владавине у Београду.
Кућа је подигнута у првој половини 18. века 1739, вероватно за Београдског дефтердара (турског управитеља ризнице). Архитектонски представља класичан пример куће балканског стила – правоугаоне основе, са еркерима у екстеријеру и оријенталном поделом куће и диванханима у ентеријеру. Кућа је у то време била веома раскошна и једна је од ретких спратних кућа на Зереку, како се овај део града називао у турско време. Двориште куће некада је опасивао високи зид, а данас је сачуван само његов део, крај улазне капије. Кућа је више пута мењала намену и власнике, а између 1809. и 1813. године, у њој је радила Велика школа коју је основао Доситеј Обрадовић. Ова школа представљала је прву вишу просветну установу у Србији, која ће се касније развити у универзитет. Значајни конзерваторско-рестаураторски радови на овом здању обављени су 1948. године и објекту је враћен првобитни изглед.
Због своје архитектонске и историјске вредности, здање музеја заштићено је као културно добро од изузетног значаја за Републику Србију.

## Делфа Иванић је спасила ову зграду од рушења
Делфа Иванић је у својим Успоменама оставила запис како је у јулу-августу 1930.-1931. године у Липику упорно, данима утицала да Аца Станојевић не руши зграду која је данас Музеј Доситеја и Вука. Он је то планирао и као општински одборник града Београда у своме реферату поднео је предлог, да се ради регулације улице сруши зграда Музеја Доситеја и Вука, а она се због културних разлога противила таквој његовој одлуци. На крају ју је послушао и обећао јој, да ће се при повратку у Београд повући та одлука, што се и десило. Њени аргументи су били да се свуда у културном свету, љубоморно чувају такви споменици културе, и по цену уређења улица. Навела му је као класичан пример у Франкфурту на Мајни – Хајнеову виршлерницу, коју су Немци љубоморно чували и сачували је као њихов културни споменик, иако је била на сред улице. Око овог предлога Аце, Делфа се са њим скоро сваког дана жучно препирала. Доказивала је да би то била велика грешка и наша велика срамота, ако би се тај предлог његов прихватио и извршио. Сматрала је да би то био грех према нашој народној култури.

## Галерија
- Емануел Маша Муановић - Доситејев лицеј, 1924.
- Доситејев лицеј, фасада
- Кубура Вука Караџића
- Ентеријер Музеја, дивахана
- Мумаказе којима се прикраћивао фитиљ свеће да би јаче горела
- Мезимац Доситеја Обрадовића
- Уџбеник географије Павла Соларића
- Пјеснарица Вука Караџића
- Доситејев лицеј, спољашњост
- Доситејев лицеј, улаз
- Доситејев лицеј, спољашњост